# جان بی هیگنز
جان بی هیگنز (انگلیسی: Jon B. Higgins; ۱۸ سپتامبر ۱۹۳۹ – ۷ دسامبر ۱۹۸۴) موسیقی‌دان اهل ایالات متحده آمریکا بود.
وی همچنین برندهٔ جوایزی همچون برنامه فولبرایت شده‌است.